# Pomniki przyrody w Gdyni

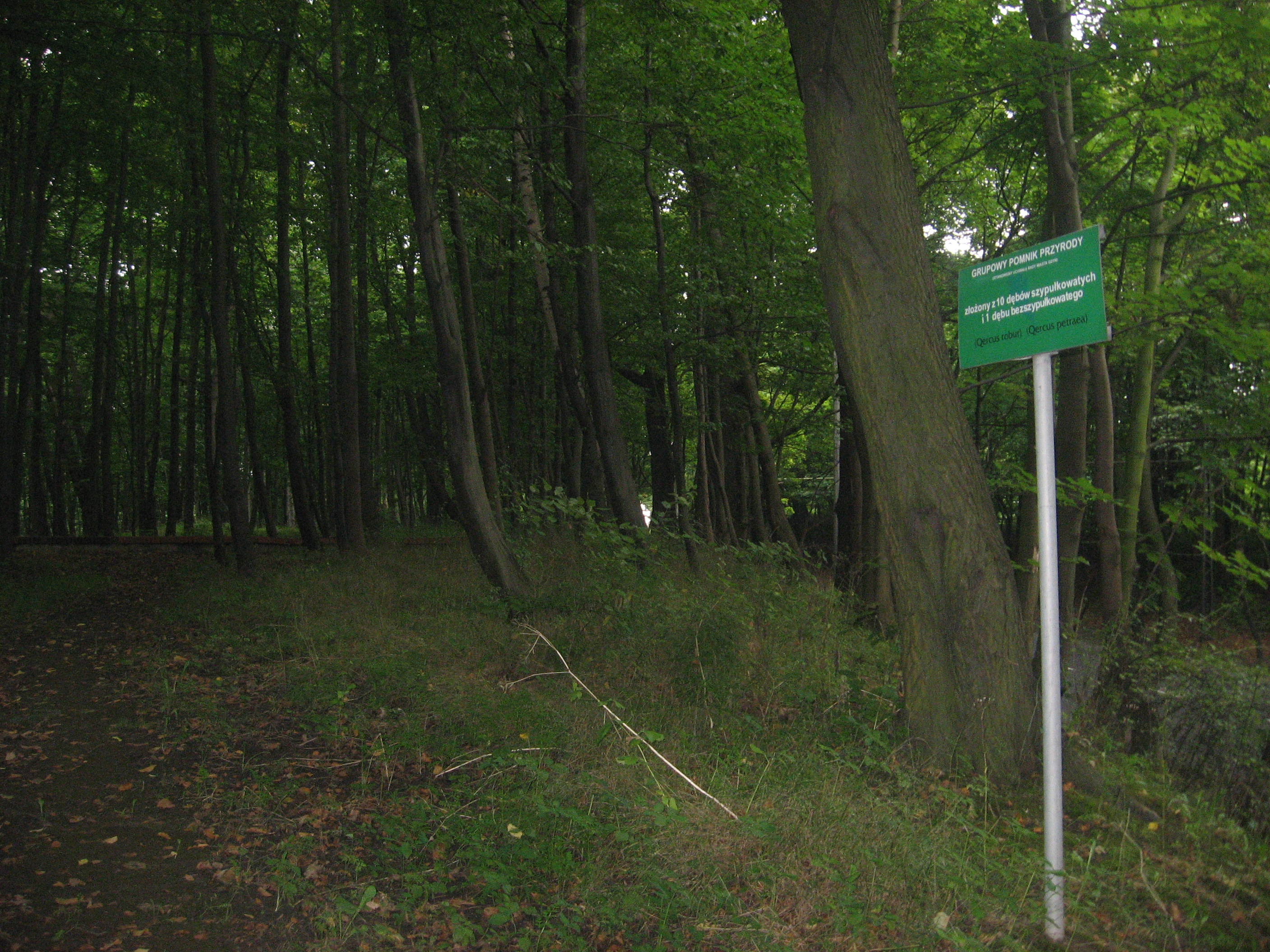
Grupowy pomnik przyrody przy alei Zwycięstwa, na wysokości cmentarza w Kolibkach, składający się z 10 dębów szypułkowych i 1 dębu bezszypułkowego.

Na terenie Gdyni znajduje się 79 pomników przyrody (w tym 22 ustanowione przez Radę Miasta Gdyni) w postaci:
- 52 drzew,
- 11 głazów narzutowych,
- 11 grup drzew,
- 2 pnączy
- 1 pomnika powierzchniowego,
- 2 alei.

Drzewa występują w rodzajach:
- Buk zwyczajny
- Klon zwyczajny
- Lipa drobnolistna
- Klon jawor
- Dąb szypułkowy
- Dąb bezszypułkowy
- Kasztanowiec zwyczajny
- Sosna zwyczajna
- Brzoza brodawkowata
- Sosna wejmutka
- Daglezja zielona
- Świerk pospolity
- Grab zwyczajny
- Tulipanowiec amerykański
- Modrzew europejski
- Czereśnia
- Żywotnik olbrzymi
- Topola biała
- Jarząb szwedzki
- Wiąz holenderski

Pnącza występują w rodzaju:
- Bluszcz pospolity

Wykaz pomników przyrody na terenie Gdyni:
| Nr rej. | Nazwa / gatunek                                   | Lokalizacja                                                     | Obwód pnia (m)    | Wysokość (m)       | Data uznania |
| ------- | ------------------------------------------------- | --------------------------------------------------------------- | ----------------- | ------------------ | ------------ |
| 83      | Dąb szypułkowy "Dewajtis"                         | L. Renuszewo, o. 25Ag                                           | 3,82              | 30                 | 31 I 1955    |
| 174     | Dąb szypułkowy ("Dąb Marysieńki")                 | Kolibki, Park przypałacowy                                      | 5,97              | 26                 | 31 XII 1966  |
| 414     | 5 buków zwyczajnych ("Pięć Buków")                | L. Renuszewo, o. 53g                                            | śr. 1,7           | 32                 | 30 X 1981    |
| 441     | Świerk pospolity                                  | L. Witomino, o. 223f                                            | przewrócony       | (38)               | 21 VI 1982   |
| 442     | Buk zwyczajny                                     | L. Witomino, o. 223a                                            | 3,39              | 32                 | 21 VI 1982   |
| 443     | Buk zwyczajny                                     | L. Witomino, o. 223c                                            | 3,68              | 42                 | 21 VI 1982   |
| 452     | Sosna zwyczajna                                   | L. Sopot, o. 24j                                                | 3,28              | 36                 | 30 IX 1982   |
| 453     | Brzoza brodawkowata                               | L. Sopot, o. 25j                                                | 2,68              | 30                 | 30 IX 1982   |
| 454     | Modrzew europejski                                | L. Sopot, o. 24j                                                | 3,51              | 36                 | 30 IX 1982   |
| 455     | Buk zwyczajny                                     | L. Sopot, o. 21b                                                | 3,89              | 36                 | 30 IX 1982   |
| 458     | Grab zwyczajny                                    | L. Sopot, o. 25l                                                | 2,38              | 20                 | 30 IX 1982   |
| 463     | Dąb szypułkowy                                    | Zaplecze ul. Kombatantów 12A                                    | 5,33              | 28                 | 30 IX 1982   |
| 465     | 2 modrzewie europejskie                           | L. Sopot, o. 32a/d                                              | 2,95; 2,94        | 40; 40             | 30 IX 1982   |
| 469     | Kasztanowiec zwyczajny                            | Kolibki, 20 m. obok pałacu                                      | 4,40              | 16                 | 21 VI 1982   |
| 472     | 2 kasztanowce zwyczajne                           | ul. Folwarczna, Park przypałacowy                               | 3,25; 4,07        | 14; 14             | 21 VI 1984   |
| 539     | Sosna wejmutka                                    | L. Cisowa, o. 210b                                              | 2,44              | 30                 | 31 XII 1986  |
| 540     | Głaz                                              | L. Rogulewo, o 224j/m                                           | 6                 | 1                  | 31 XII 1986  |
| 588     | Lipa drobnolistna                                 | ul. Żołnierzy I Armii Wojska Polskiego 34                       | 3,56              | 18                 | 1 VII 1988   |
| 589     | Klon jawor                                        | ul. Żołnierzy I Armii Wojska Polskiego 34                       | 2,36              | 16                 | 1 VII 1988   |
| 590     | Lipa drobnolistna                                 | ul. Żołnierzy I Armii Wojska Polskiego 30                       | 4,52              | 24                 | 1 VII 1988   |
| 809     | Głaz                                              | L. Cisowa, o. 180f                                              | 10                | 1,8                | 29 III 1991  |
| 811     | Głaz                                              | L. Dębogórze, o. 121i                                           | 10                | 1,8                | 29 III 1991  |
| 926     | Bluszcz pospolity na dębie                        | L. Sopot, o. 238i (Rezerwat przyrody Łęg nad Swelinią)          | 0,47; 0,34        | 18                 | 13 I 1996    |
| 927     | Buk zwyczajny                                     | L. Sopot, o. 240a (Rezerwat przyrody Łęg nad Swelinią)          | 3,57              | 28                 | 13 I 1996    |
| 928     | Buk zwyczajny                                     | L. Sopot, o. 237r (ul. Bernadowska za nr. 8)                    | 3,98              | 20                 | 13 I 1996    |
| 929     | Sosna wejmutka                                    | L. Zwierzyniec, o. 255d                                         | 2,20              | 30                 | 13 I 1996    |
| 930     | Świerk pospolity                                  | L. Sopot, o. 25j                                                | 2,76              | 36                 | 13 I 1996    |
| 931     | Modrzew europejski                                | L. Sopot, o. 24b                                                | 3,25              | 34                 | 13 I 1996    |
| 932     | Daglezja zielona                                  | L. Renuszewo, o. 42b                                            | 3,54              | 46                 | 13 I 1996    |
| 933     | Daglezja zielona                                  | L. Renuszewo, o. 42a                                            | 3,34              | 46                 | 13 I 1996    |
| 934     | Sosna zwyczajna                                   | L. Sopot, o. 23a                                                | 3,47              | 34                 | 13 I 1996    |
| 935     | Sosna zwyczajna                                   | L. Cisowa o. 139g (Rezerwat przyrody Cisowa)                    | 2,73              | 30                 | 13 I 1996    |
| 936     | Buk zwyczajny                                     | Lasy komunalne (ul. Mazurska/Nowogrodzka), o. 5b                | 3,61              | 26                 | 13 I 1996    |
| 1051    | Tulipanowiec amerykański                          | L. Rogulewo, o. 169m                                            | 3,29              | 16                 | 9 V 1998     |
| 1053    | Żywotnik olbrzymi "Kępa żywotnika"                | L. Sopot, o. 25m                                                | 0,70-2,02         | 2-26               | 9 V 1998     |
| 1067    | Dąb szypułkowy                                    | L. Witomino, o. 9a                                              | 4,34              | 30                 | 9 V 1998     |
| 1068    | Daglezja zielona                                  | L. Witomino, o. 2g                                              | 3,26              | 36                 | 9 V 1998     |
| 1069    | Buk zwyczajny zrośnięty                           | L. Witomino, o. 10b                                             | 1,82; 2,17        | 20                 | 9 V 1998     |
| 1070    | Modrzew europejski                                | L. Sopot, o. 23a                                                | 3,12              | 32                 | 9 V 1998     |
| 1104    | Lipa drobnolistna                                 | Skrzyżowanie Cylkowskiego i Powst. Wielkopolskiego (plac zabaw) | 4,05              | 20                 | 31 XII 2000  |
| 1105    | Brzoza brodawkowata z brodaczką                   | L. Cisowa, o. 203j                                              | 1,55              | 20                 | 31 XII 2000  |
| 1106    | Brzoza brodawkowata                               | L. Cisowa, o. 202h                                              | 2,27              | 30                 | 31 XII 2000  |
| 1107    | Bluszcz pospolity na dębie                        | L. Cisowa, o. 139f (Rezerwat przyrody Cisowa)                   | 0,30              | 15                 | 31 XII 2000  |
| 1134    | Głaz                                              | L. Cisowa, o. 163l                                              | 5,5               | 0,9                | 31 XII 2000  |
| 1135    | Głaz                                              | L. Cisowa, o. 165b                                              | 5,9               | 1,3                | 31 XII 2000  |
| 1136    | Głaz                                              | L. Cisowa, o. 164b                                              | 5,5               | 0,9                | 31 XII 2000  |
| 1137    | Głaz                                              | L. Cisowa, o. 164b                                              | 6,1               | 0,9                | 31 XII 2000  |
| 1138    | Grupa 4 głazów ("Muminki")                        | L. Cisowa, o. 163l                                              | 10; 6,5; 6,3; 4,6 | 1,4; 1,1; 1,0; 1,3 | 31 XII 2000  |
| 1139    | Grupa 3 głazów (na największym głazie rośnie buk) | L. Cisowa, o. 164bj                                             | 6,2               | 1,2                | 31 XII 2000  |
| 1142    | Grupa 2 głazów narzutowych "Paweł i Gaweł"        | L. Cisowa, o. 163i                                              | 7,2; 6,0          | 1,2; 1,0           | 31 XII 2000  |
| 1144    | Grupa 2 głazów narzutowych                        | L. Cisowa, o. 163j                                              | 4,8; 5,0          | 0,9; 0,8           | 31 XII 2000  |
| 1969    | Czereśnia                                         | L. Sopot, o. 240a                                               | 2,07              | 28                 | 24 V 2007    |
| 1970    | Daglezja zielona                                  | L. Renuszewo, o. 53a                                            | 3,21              | 36                 | 24 V 2007    |
| 1971    | Daglezja zielona                                  | L. Renuszewo, o. 53b                                            | 3,17              | 36                 | 24 V 2007    |
| 1972    | Dąb bezszypułkowy                                 | L. Cisowa, o. 133i                                              | 3,95              | 30                 | 24 V 2007    |
| 1973    | Lipa drobnolistna                                 | ul. Morska 118                                                  | 5,18              | 18                 | 24 V 2007    |
| 1974    | Sosna czarna                                      | ul. Sienkiewicza 27                                             | 1,52              | 16                 | 24 V 2007    |

Pomniki ustanowione przez Radę Miasta Gdyni:
| Nazwa / gatunek                                              | Lokalizacja                                        | Obwód pnia (m)   | Wysokość (m) | Data uznania |
| ------------------------------------------------------------ | -------------------------------------------------- | ---------------- | ------------ | ------------ |
| 10 dębów szypułkowych i 1 dąb bezszypułkowy                  | Al. Zwycięstwa, na wysokości cmentarza w Kolibkach | 1,54-3,9         | 12-20        | 1 III 2001   |
| Aleja - 42 kasztanowców zwyczajnych                          | ul. Kasztanowa                                     | 1,5-3,17         | 8-17         | 1 III 2001   |
| Kasztanowiec zwyczajny                                       | Al. Zwycięstwa 207 A                               | 2,97             | 12           | 1 III 2001   |
| Lipa drobnolistna                                            | ul. Orna 67                                        | 6,24             | 20           | 16 VIII 2008 |
| Jesion wyniosły "Króla Jana"                                 | Zespół dworsko-parkowy Kolibki                     | 6,1              |              | 5 V 2012     |
| Brzoza brodawkowata z porostami                              | L. Sopot, o. 25b                                   | 1,6              |              | 12 VIII 2014 |
| 6 wiązów holenderskich, 2 klony zwyczajne, buk zwyczajny     | ul. Spacerowa 9                                    | 1,46-3,14        | 10-20        | 8 II 2017    |
| 2 lipy drobnolistne, żywotnik olbrzymi                       | ul. Orłowska 8                                     | 2,84; 3,70; 1,82 | 14; 16; 16   | 8 II 2017    |
| 3 lipy drobnolistne                                          | ul. Zielona 34                                     | 2,26; 3,14; 2,70 | 14; 16; 14   | 8 II 2017    |
| 14 jarzębów szwedzkich                                       | ul. Morska 77                                      | 1,16-1,78        | 8-12         | 8 II 2017    |
| 4 lipy drobnolistne                                          | ul. Chwarznieńska (na wysokości nr. 184)           | 1,60-2,64        | 8-10         | 8 II 2017    |
| 3 daglezje zielone                                           | ul. Chwarznieńska (dawny park wiejski)             | 2,27; 3,03; 2,15 | 16; 18; 18   | 8 II 2017    |
| Topola biała                                                 | ul. Orłowska 13                                    | 3,37             | 12           | 8 II 2017    |
| Lipa drobnolistna                                            | ul. Orłowska 8                                     | 2,48             | 14           | 8 II 2017    |
| Żywotnik olbrzymi                                            | ul. Inżynierska 66                                 | 3,11             | 10           | 8 II 2017    |
| aleja 56 buków zwyczajnych                                   | ul. al. marsz. J. Piłsudskiego                     | 145-348          | ok. 20       | 16 VIII 2022 |
| 2 dęby szypułkowe „Kostek 1” i „Kostek 2”                    | ul. A. Kostki-Napierskiego 9 i 11                  | 460, 373         | 22, 20       | 16 VIII 2022 |
| 3 kasztanowce zwyczajne 4 jarzęby szwedzkie „Grupa Oksywska” | ul. inż. J. Śmidowicza 65                          | 247-269 176-228  | 18-24 13-16  | 16 VIII 2022 |
| dąb bezszypułkowy „Dąb Beniowskiego”                         | ul. Beniowskiego                                   | 245              | 19           | 16 VIII 2022 |
| dwupienny dąb szypułkowy „Dedal”                             | ul. Dedala 4                                       | 303/235          | 21           | 16 VIII 2022 |
| dąb szypułkowy „Ikar”                                        | ul. Ikara 6a                                       | 307              | 20           | 16 VIII 2022 |

Lista zniesionych pomników przyrody:
- Aleja – 15 lip drobnolistnych i 6 klonów zwyczajnych, ul. Miodowa, o obwodach od 140 do 345 cm, w latach 2001–2019
- buk zwyczajny, ul. Królewiecka 8 o obwodzie 430 cm, w latach 2001 - 2020
- buk zwyczajny, ul. Górnicza 39 o obwodzie 343 cm, w latach 2001 - 2020